# El Progreso (Honduras)
El Progreso – miasto w północno-zachodnim Hondurasie od strony Morza Karaibskiego, nad rzeką Ulúa. 
Miasto leży pomiędzy miejscowościami San Pedro Sula i Tela.
Liczba mieszkańców: ok. 146 tys. (2013) (5. miasto w Hondurasie).